# Вульфхильда Саксонская
Вульфхильда Саксонская (англ. Wulfhilde of Saxony; 1072 — 29 декабря 1126) — старшая дочь герцога Саксонии Магнуса и его жены Софии Венгерской, в замужестве — герцогиня Баварии. В результате брака Вульфхильды с Генрихом IX Чёрным часть владений биллунгов перешла к вельфам.

## Брак и дети

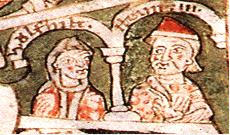
Генрих IX и Вульфхильда Саксонская

Муж: Генрих IX Чёрный (около 1074 — 13 декабря 1126), герцог Баварии. Дети:
- Юдифь (около 1100 — 22 февраля 1130/1131); муж: с 1119/1121 Фридрих II Одноглазый (1090 — 4 или 6 апреля 1147), герцог Швабии
- Конрад (ок. 1102 — 17 марта 1126 или 1154[3]), монах
- Генрих X Гордый (ок. 1108 — 20 октября 1139), герцог Баварии с 1126, герцог Саксонии (под именем Генрих II) с 1137
- София (ум. 10 июля до 1147); 1-й муж: Бертольд III (ум. 3 мая 1122), герцог Церинген; 2-й муж: с ок. 1122/1123 Леопольд Сильный (ум. 24 октября 1129), маркграф Штирии
- Матильда (ум. 16 февраля или 16 марта около 1183); 1-й муж: с ок. 1128 Депольд IV (ум. ок. 1128), маркграф Вохбурга; 2-й муж: с 24 октября 1129 (контракт) Гебхард III (ум. 28 октября ок. 1188), граф Зульцбаха
- Вельф VI (16 декабря 1114/15 декабря 1116 — 14/15 декабря 1191), маркграф Тосканы и герцог Сполето в 1152—1160 и 1167—1173
- Вульфхильда (ум. 18 мая после 1156), монахиня в Вессобрунне в 1155; муж: Рудольф (ум. 27/28 апреля 1160), граф Брегенца